# Schoenoplectus nipponicus
Schoenoplectus nipponicus là loài thực vật có hoa trong họ Cói. Loài này được (Makino) Soják miêu tả khoa học đầu tiên năm 1972.